# Сигер, Алан
Алан Сигер (англ. Alan Seeger, 22 июня 1888 — 4 июля 1916) — американский поэт, участник Первой мировой войны.
Сигер родился в 1888 году в Нью-Йорке, а в возрасте одного года семья переехала на Статен-Айленд. В 1900 году семья переехала на 2 года в Мексику. Погиб в битве на Сомме сражаясь в рядах Французского иностранного легиона.
Брат Алана Сигера Чарльз Сигер, известный музыковед и композитор, является дядей Пита Сигера, популярного исполнителя фолк-музыки.
Одним из самых известных его произведений стал стих «Рандеву со Смертью» (англ. I Have a Rendezvous with Death) изданный после его смерти. Произведение было любимым стихотворением президента Кеннеди и нередко им цитировалось.